# Simon Péchi
Simon Péchi (* 1575; † 1642) war ein siebenbürgischer Diplomat und Kanzler sowie führender Vertreter der Sabbatarier im 17. Jahrhundert.

## Leben und Werk
Simon Péchi stammte aus dem ungarischen Fünfkirchen (ungarisch Pécs), das damals bereits ein regionales Zentrum des ungarischen Unitarismus gewesen war. Sein Vater war vermutlich Kürschner und Bauer. Der junge Péchi studierte am Kollegium der siebenbürgischen Unitarier in Klausenburg, wo er Schüler von Miklós Bogáti Fazakas gewesen war. Im Anschluss wurde er Lehrer in Hammersdorf (ungarisch: Szenterzsébet), wo er auf den Magnaten und führenden Sabbatarier Andreas Eössi traf, für den er schließlich als Gutsverwalter und Hauslehrer seiner Kinder arbeitete. Nach dem Tod von Eössis Kindern wurde Péchi von Eössi an den Hof des Fürsten Stephan Báthory herangeführt, von wo aus Péchi zu einer mehrjährigen Studienreise in die Walachei, die Türkei, nach Afrika und Westeuropa aufbrach. Er lebte unter anderem in Konstantinopel, Karthago, Rom und Neapel und besuchte die spanischen und portugiesischen Königshöfe. Während dieser Zeit erwarb er sich eine hohe Bildung und erlernte mehrere Sprachen, darunter auch das Hebräische. Besonders in der Türkei, Nordafrika und Italien kam er in Kontakt mit der jüdischen und insbesondere sephardischen Kultur, die ihn nachhaltig prägen sollte. 
Im Jahr 1599 kehrte Péchi nach Siebenbürgen zurück, wo er von Eössi formell adoptiert wurde. Nach dessen Tod erbte Péchi die zahlreichen Güter und Besitzungen seines Adoptivvaters. Im Jahr 1601 wurde Péchi Sekretär des Fürsten Sigismund Báthory. Zur Zeit des Ungarischen Aufstandes gegen die Habsburger unter Stephan Bocskai fungierte er als dessen Sekretär und Beauftragter für diplomatische Angelegenheiten. Nach dessen Tod blieb er Sekretär von Sigismund I. Rákóczi. Im Jahr 1613 wurde er unter dem Fürsten Gabriel Bethlen siebenbürgischer Ratsherr und Kanzler. Jedoch kam es bald zum Bruch mit Bethlen. Von Juni 1621 bis zum November 1624 war Péchi in Haft und wurde erst auf Interventionen seiner Verwandtschaft freigelassen. Unter Hausarrest gestellt widmete sich Péchi nun vor allem theologischen Arbeiten und übersetzte zahlreiche jüdische Schriften ins Ungarische. Von besonderer Bedeutung wurde das von ihm zusammengestellte sabbatarische Gebetbuch mit Übersetzungen jüdischer Gebetbücher, das weite Verbreitung fand und zum Standardwerk des siebenbürgischen Sabbatismus wurde. Unter Péchis Einfluss löste sich der siebenbürgische Sabbatismus zunehmend von seinen christlich-unitarischen Wurzeln und näherte sich stärker dem Judentum an. Mit der Wahl des neuen Fürsten Georg I. Rákóczi trat Péchi wieder in diplomatische Dienste, war jedoch zugleich auch weiter als Förderer der Sabbatarismus aktiv, der sich unter seiner Führung trotz fehlender staatlicher Anerkennung weiter ausbreitete. Gestoppt wurde diese Entwicklung erst um 1638, als Georg I. Rákóczi die Sabbatarier mit der Complanatio Deesiana offen zu verfolgen begann. Auch Péchi musste schließlich nachgeben und wurde formell Mitglied der Reformierten Kirche, wo er im Februar 1639 wiedergetauft wurde. Dennoch konnten sich die Sabbatarier weiterhin im Untergrund halten, wenngleich sie formell Mitglied der anerkannten Kirchengemeinschaften (Reformierte, Katholiken, Unitarier) sein mussten. Um 1642 starb Péchi schließlich.
Péchi war verheiratet mit Judith Korniss, mit der er zusammen sechs Kinder hatte. Seine Frau starb jedoch schon früh, sodass die Kinder teilweise als Halbwaisen aufwuchsen.